# Anna Bianchini
Anna Bianchini (nota anche come Annuccia per la bassa statura; Roma, 1579 circa – 1604) è stata una modella e cortigiana italiana. 
Figlia dei senesi Giuseppe, vaccaro, ricettatore ed amico di malviventi , e di Sibilla, fu meretrice e modella di Michelangelo Merisi da Caravaggio nella Maddalena pentita (o  Cortigiana frustata) e nel Riposo durante la fuga in Egitto. Sembra di poterla riconoscere anche in altri due dipinti dell'artista lombardo: Marta e Maria Maddalena e la Deposizione nel sepolcro.

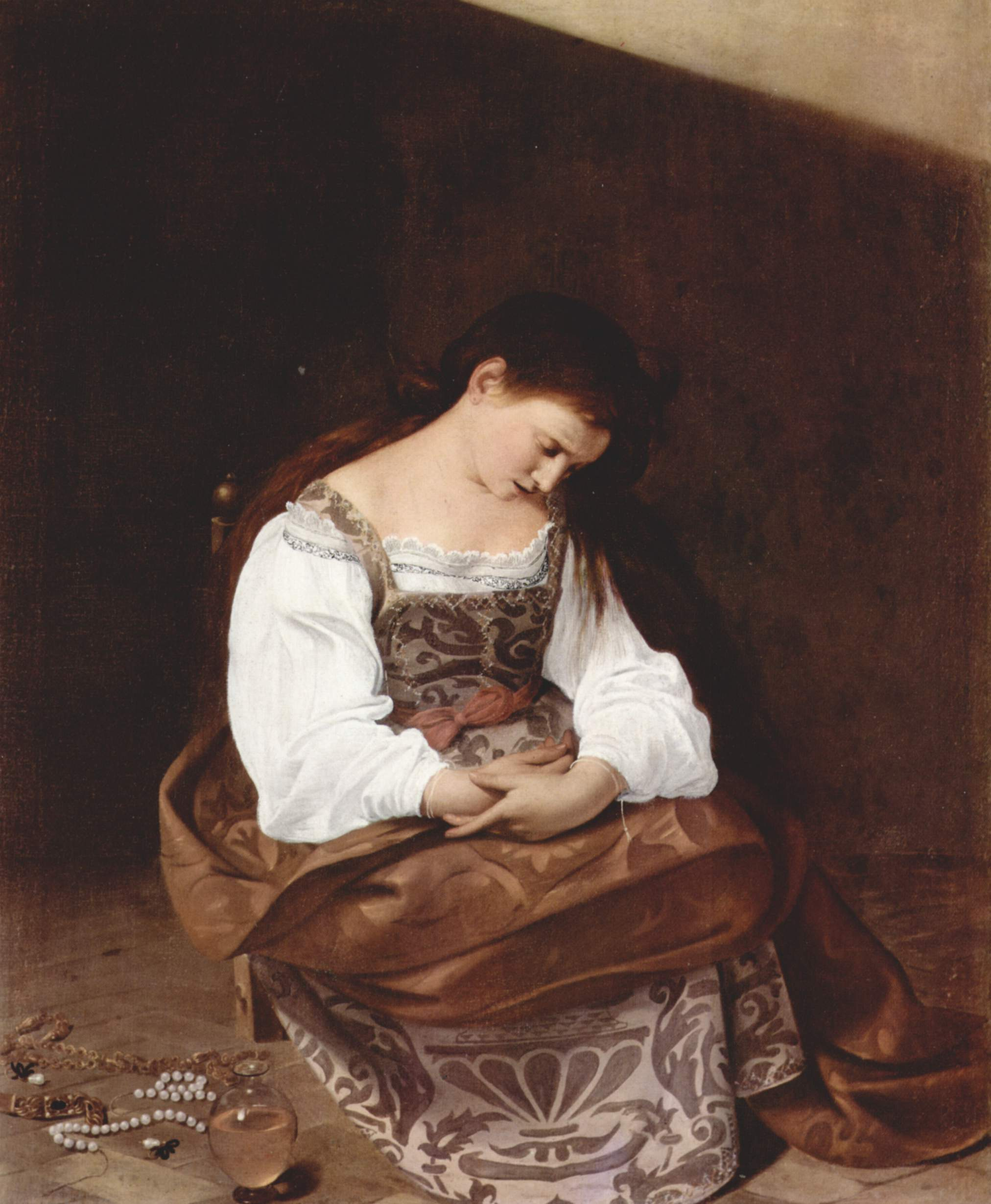
Anna Bianchini nella Maddalena pentita (o Cortigiana frustata) di Michelangelo Merisi da Caravaggio (1596)

## Biografia
Anna ebbe un fratello di nome Matteo, di circa dieci anni più giovane di lei, e una sorella di nome Alessandra, nata nel 1590 e molto probabilmente morta in tenera età. Condivise con la cortigiana senese Fillide Melandroni le prime esperienze nella professione e i primi problemi con la giustizia. Le loro vite presero poi strade diverse: mentre Fillide ebbe una carriera in costante ascesa, lei continuò a condurre un'esistenza indecorosa e marginale che la portò a subire l'infamante pena della pubblica frusta. Spesso protagonista di risse con le colleghe, di burle e sbeffeggi verso donne anziane e dabbene, Annuccia fu sempre legata a uomini di bassa condizione sociale ed ebbe per bertoni (ossia protettori) gli osti presso i quali si appoggiava per avvicinare i clienti. Fu anche amica di pittori come Marco Tullio Onofri, Giovanni de Braus, un non meglio identificato «giovane pittore fiamengo», Andrea e Napoleone e di Baldassarre Baderno. Quest’ultimo probabilmente la ritrasse in una Maddalena, forse copia di quella Maddalena pentita (o Cortigiana frustata) del Caravaggio in cui Anna aveva fatto da modella.. La Bianchini frequentò assiduamente anche Prospero Orsi, detto Prosperino delle Grottesche e noto come turcimanno del Caravaggio che, con ogni probabilità, la conobbe proprio attraverso il suo più anziano amico. 
Per anni visse nelle strade più povere e malfamate del bordello – prima all'Armata e poi nei pressi dell'osteria del Turchetto non lontano dalla Trinità dei Monti –, finché ai primi anni del Seicento si trasferì in un “basso” all'angolo fra via Paolina e il vicolo del Babuino che conduceva a Margutta. Fu allora che il Caravaggio la chiamò per posare accanto a Maddalena Antognetti in due dipinti: a Deposizione nel sepolcro in veste di Maria di Cleofa e in Marta e Maria Maddalena come Marta.